# Бранх (из Милета)
Бранх (др.-греч. Βράγχος «хрипота») — персонаж древнегреческой мифологии, связанный со святилищем Аполлона в Дидимах. Согласно одному из мнений, имена Дидима и Бранх определенно карийские.
По одной из версий, потомок дельфийца Махерея. Согласно Каллимаху, по отцу потомок Дайта, по матери — Лапифа, возлюбленный Аполлона. Согласно Стацию, сын Аполлона. Либо сын Смикрона, но его мать видела во сне, как солнце проникает ей через горло.
Возлюбленный Аполлона. Аполлон служил у него пастухом, либо сам Бранх был козопасом. Согласно Страбону, со святилищем связана история о Бранхе и любви Аполлона. В лесу Бранх поцеловал Аполлона, а тот дал ему венок и посох. Изображается как охотник, рядом с собакой и зайцем, Аполлон смотрит на него.
Спас милетских детей, покрыв им головы лавром. Усыновил сына пленницы из Карии, назвав его Евангелом, от него род Евангелидов в Милете.
Бранхиды — род потомков Бранха. Переселены Ксерксом в Бактрию, где построили город. Город разрушил Александр.